# Lymantria yunnanensis
Lymantria yunnanensis är en fjärilsart som beskrevs av Collenette 1933. Lymantria yunnanensis ingår i släktet Lymantria och familjen tofsspinnare. Inga underarter finns listade i Catalogue of Life.